# Bolsoj Kameny
Bolsoj Kameny (Большой Камень) város Oroszország Tengermelléki határterületén, a Skotovói járás központja. Neve nagy követ jelent. Az Usszuri-öböl keleti partján fekszik, Vlagyivosztoktól 112 km-re (hajóval a távolság 40 km). 
Területe 40 km², lakossága 2005-ben 38,3 ezer fő volt; 39 257 fő volt a 2010. évi népszámláláskor.
A Bolsoj Kameny-öbölben, mely nevét az északi oldalán magasodó nagy szikláról kapta, 1899-ben jött létre az első település Lifljandszkoje néven, később kisebb halászkikötő létesült. A szovjet tengeralattjáró-flotta javítóbázisaként 1947-ben alapították és 1989-ben nyilvánították várossá. Fő iparága a hajóépítés (Zvezda vállalat), azon belül is az atommeghajtású tengeralattjárók építése és javítása, ezért, és a haditengerészeti bázisa miatt nyilvánították 1996. július 19-én zárt várossá, de ezt a státuszt 2015. január 1-jétől visszavonták. Halfeldolgozó ipara is számottevő.